# Zednická skoba

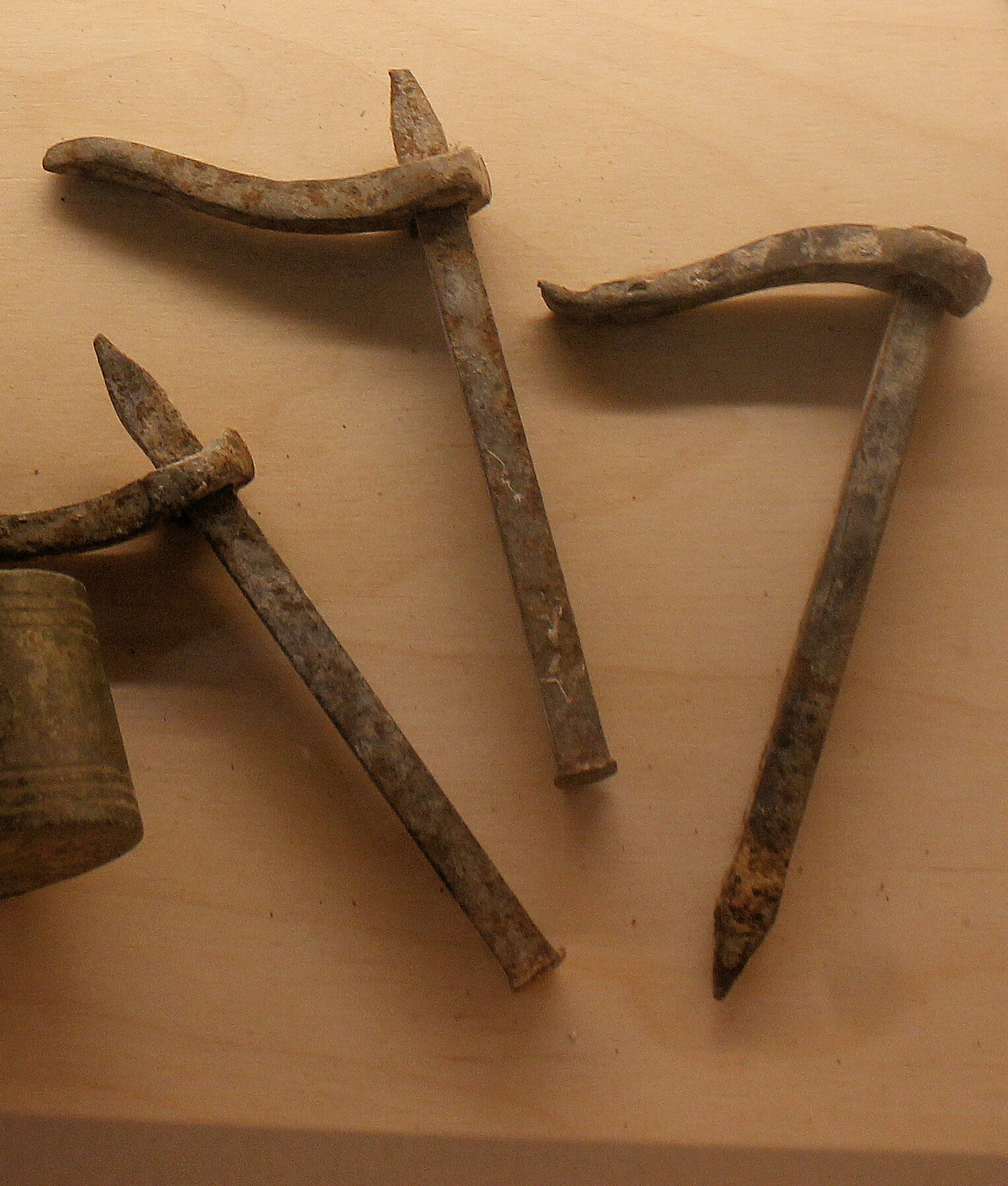
Historické zednické skoby (Halle, der Leipziger Turm)

Zednická skoba (slangově šponhák), někdy též fasádní skoba, je skoba, která patří k základnímu nářadí zedníka, omítkáře, fasádníka a štukatéra. Slouží k upevnění latí na zdi v poloze vodorovné nebo svislé a k omítání či spárování zdiva.

## Princip a popis
Zednická skoba se skládá z ocelové tyčky (dříku, trnu) s kaleným a broušeným hrotem a raménka (praporku). Dřík se volně posunuje otvorem v raménku. Když je však protilehlý konec raménka tlačen proti pohybu dříku zatloukaného do omítky či do zdi, raménko se na dříku vzpříčí. Samosvorně drží v dané poloze, tím pevněji, čím větší silou je přitlačováno na zdivo.
Princip samosvornosti užívají i další nástroje sloužící k zafixování polohy posuvného tělesa, jako je truhlářská svěrka a Saladinův kroužek.

## Aplikace
Zednické skoby se používají zejména pro zachycení latí při tvorbě ostrých hran v omítce.